# Kreisreform Sachsen-Anhalt 2007
Kreisreform Sachsen-Anhalt 2007 (eller Kreisgebietsreform 2007) er en lov i i den tyske delstat Sachsen-Anhalt, der trådte i kraft 1. juli 2007, som ændrer opdelingen af landkreisene i Sachsen-Anhalt, og reducerer antallet fra 21 til 11. Ni nye landkreise er opstået ved sammenlægning af de tidligere, og to, Altmarkkreis Salzwedel og Stendal forblev uændrede ligesom byerne Halle og Magdeburg.